# Miejski Zakład Komunikacji Skierniewice

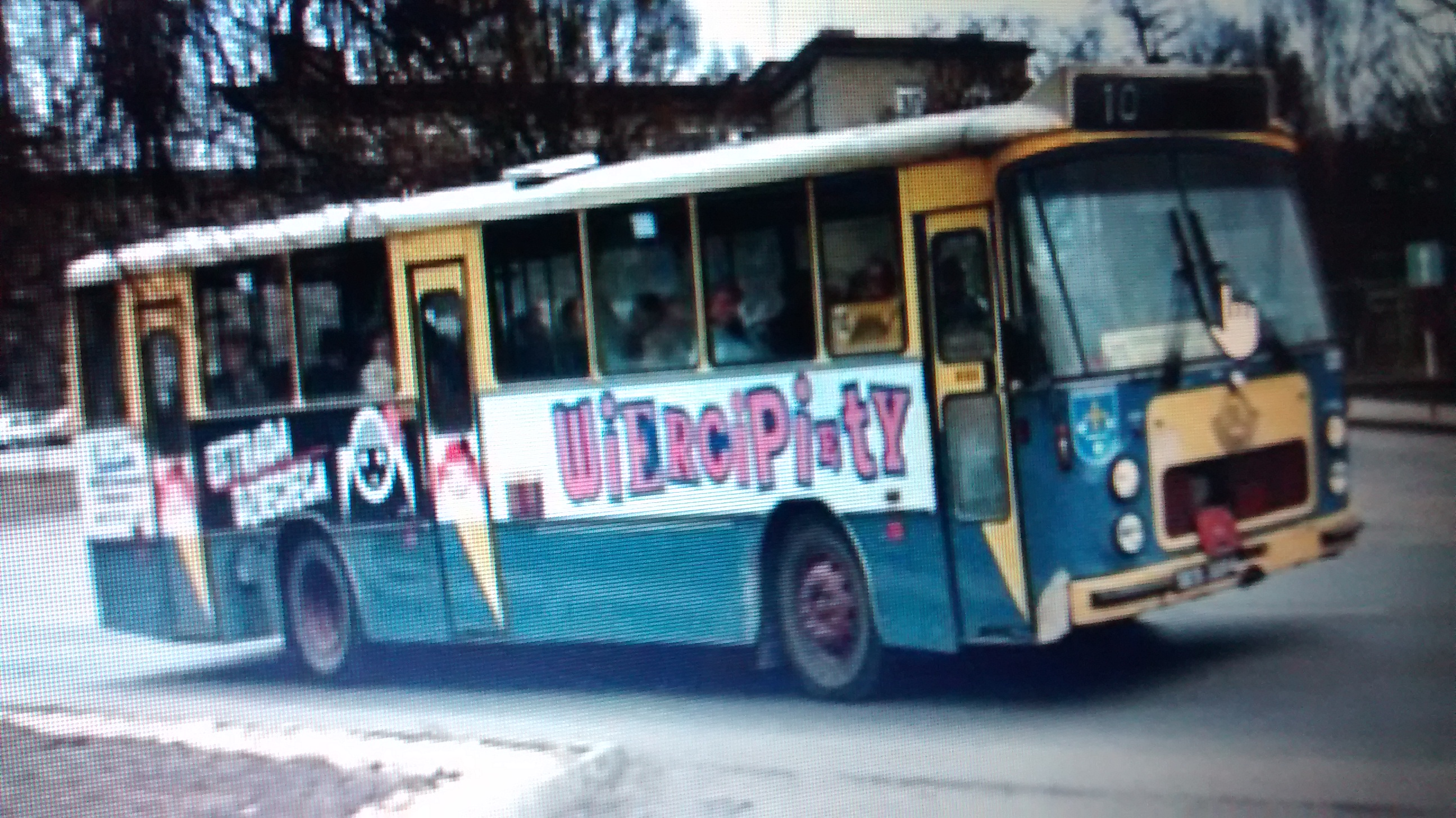
Autobus linii 10 (1990 r.)

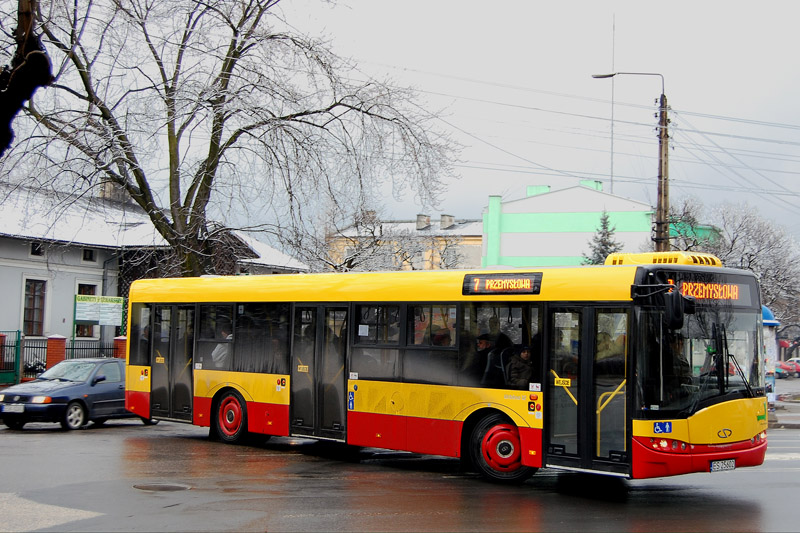
Solaris urbino 12 (żółto-czerwony)

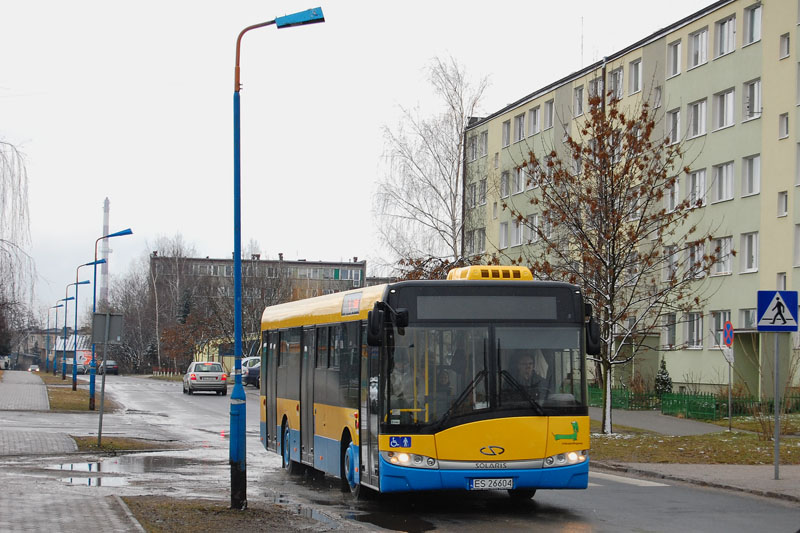
Solaris urbino 12

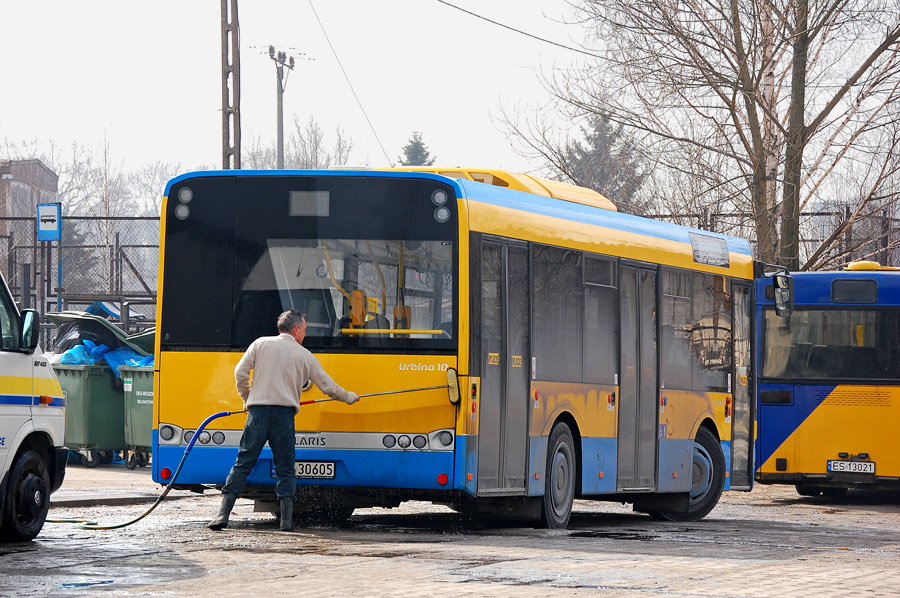
Solaris urbino 10

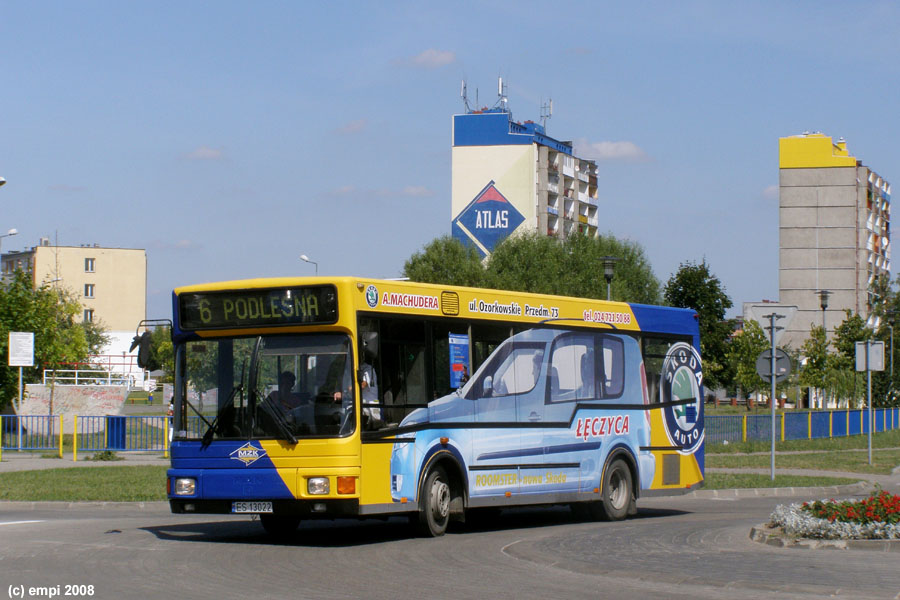
MAN NM 222

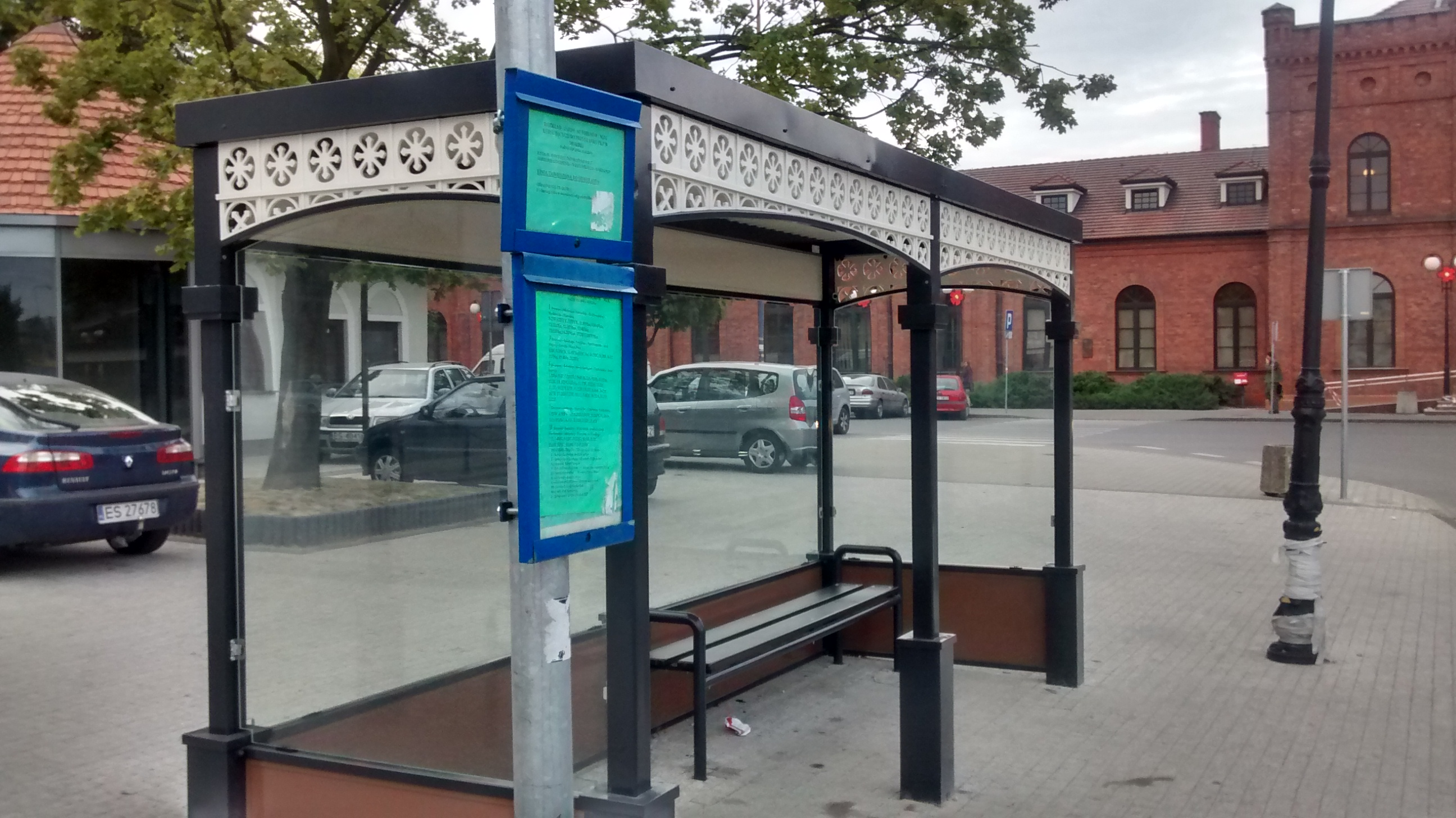
Przystanek autobusowy MZK Skierniewice przy Dworcu PKP

Miejski Zakład Komunikacji Skierniewice (MZK Skierniewice) – spółka z ograniczoną odpowiedzialnością założona w 1996, zajmująca się realizacją transportu zbiorowego na terenie Miasta Skierniewice, Gminy Skierniewice i Gminy Maków.
Miejskie Zakłady Komunikacyjne w Skierniewicach powstały w 1977 roku i obsługiwały 5 linii autobusowych.
MZK obecnie obsługuje 14 linii:
- Linie pospieszne – A
- Linie stałe – 1, 3, 5, 6, 7, 8, 10, Z
- Linie okresowe – S1, S2, S3, S4, S5

MZK posiada 31 autobusów marki Jelcz, Man, Solaris, Volkswagen, Autosan, Kapena oraz Temsa.
Miejskie Zakłady Komunikacyjne w Skierniewicach powstały w 1977 roku i obsługiwały 5 linii autobusowych.
W latach 70. i na początku lat 80. wszystkie linie autobusowe (1, 2, 3, 4, 5) zaczynały kursy od dworca kolejowego Skierniewice przy ulicy Sienkiewicza.
Dawna zajezdnia MZK znajdowała się na ul. Józefa Piłsudskiego. Obecnie zajezdnia znajduje się na ul Czerwonej.
Najdalszymi kursami linii MZK Skierniewice były połączenia z Nieborowem – linia nr 10 (10 km od Skierniewic) oraz linia nr 4 do Słomkowa, Makowa (6 km od Skierniewic) do ul. Pamiętnej w latach siedemdziesiątych i na początku lat osiemdziesiątych XX wieku.

## Linie autobusowe w latach 1977-1985
W tym okresie kursowało pięć linii autobusowych. Uruchomiono od razu pięć numerów – 1, 2, 3, 4, 5.
Bilety na przejazdy autobusowe można było nabyć w kioskach RSW „RUCH”.

### Schemat tras
Schemat tras linii w latach 1977-1985 Dane: PPWK Warszawa 1977 – Plan Miasta Skierniewic – linie autobusowe
- Linia nr 1

Dworzec PKP, Sienkiewicza, 22 Lipca, Daszyńskiego, Armii Ludowej, Kozietulskiego, Poniatowskiego, Zadębie, Batorego, Marchlewskiego, Rynek, Mszczonowska, Pomologiczna, Zawadzkiego, Reymonta, Sobieskiego, Szkolna Mickiewicza, Pl. Dworcowy, Dworzec PKP.
- Linia nr 2

Dworzec PKP, Mickiewicza, Szkolna, Sobieskiego, Reymonta, Zawadzkiego, Pomologiczna, Mszczonowska, Rynek Marchlewskiego, Batorego, Zadębie, Poniatowskiego, Kozietulskiego, Armii Ludowej Daszyńskiego, 22 Lipca, Sienkiewicza, Dworzec PKP
- Linia nr 3

Dworzec PKP Sienkiewicza, Sobieskiego, Wiadukt, Widok, Skłodowskiej Curie, Bielańska, Łowicka, Mokra Prawa.
- Linia nr 4

Podleśna, Mszczonowska, Reymonta, Sobieskiego, Szkolna, Mickiewicza, Dworzec PKP, Sienkiewicza, 22 Lipca, Daszyńskiego, Kościuszki, Nowomiejska, Zwierzyniecka, Maków, Słomków.
- Linia nr 5

Dworzec PKP, Sienkiewicza, 22 Lipca, Daszyńskiego, Świerczewskiego, Rynek, Obrońców Stalingradu, Batorego, Marchlewskiego,
Mszczonowska, Pomologiczna, Zawadzkiego, Reymonta, Sobieskiego, Wiadukt, Widok, Skłodowskiej Curie, Rawka (Rawent).

## Aktualny schemat tras

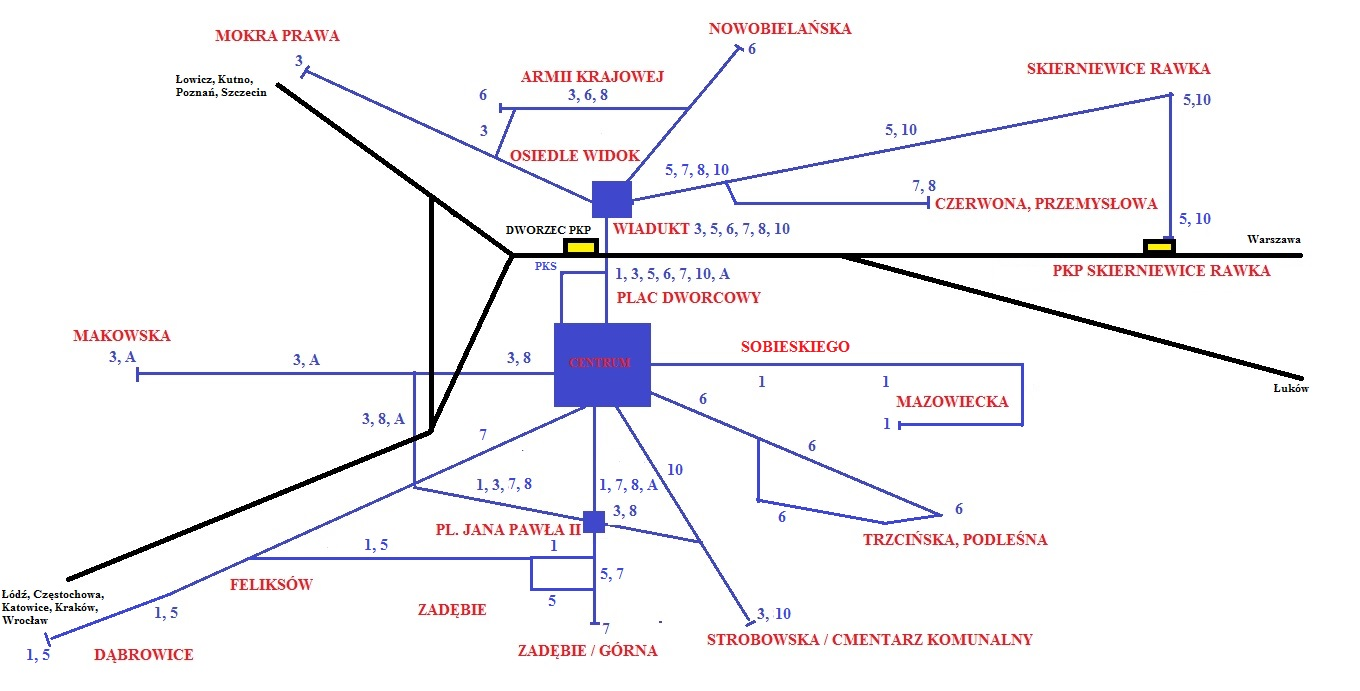
Schemat MZK Skierniewice 2016 r.

Aktualny schemat linii autobusowych MZK w Skierniewicach przebiegających przez ulice, miejscowości:
- Linia A (pośpieszna)

Kozietulskiego/Piłsudskiego, Kozietulskiego/1-Maja, Poniatowskiego, Lipowa, Zadębie, Batorego, Dworzec PKP – powrót
- Linia nr 1

Halinów, Łódzka, Poniatowskiego, Pl. Jana Pawła II, Batorego, Al. Niepodległości, Mszczonowska, Rawska, Zawadzkiego, Reymonta, Dworzec PKP, Mickiewicza, Szkolna, Sobieskiego, Unii Europejskiej, Miedniewicka, Mazowiecka – powrót
- Linia nr 3

Strobowska Cmentarz Komunalny, Pl. Jana Pawła II, Batorego, 1 Maja, Kozietulskiego, Zwierzyniecka, Makowska, Piłsudskiego, Prymasowska, Al. Niepodległości, Rawska, Kopernika, Mszczonowska, Jagiellońska, Sienkiewicza, Pl. Dworcowy/Dworzec PKP, Sobieskiego, Wiadukt, Widok, Nowobielańska, Armii Krajowej, Łowicka, Mokra Prawa – powrót
- Linia nr 5

Halinów, Łódzka, Poniatowskiego, Lipowa, Zadębie, Pl. Jana Pawła II, Batorego, Al. Niepodległości, Mszczonowska, Zawadzkiego, Pomologiczna, Reymonta, Rybickiego, Sobieskiego, Wiadukt, Szarych Szeregów, Skłodowskiej, Fabryczna, Domarasiewicza, Kolbe/Dworzec PKP Skierniewice Rawka – powrót
- Linia nr 6

Armii Krajowej, Nowobielańska, Szarych Szeregów, Kardynała Wyszyńskiego, Wiadukt, Sobieskiego, Lelewela, Pl. Dworcowy/Dworzec PKP, Sienkiewicza, Jagiellońska, Mszczonowska, Cicha, Kopernika, Trzcińska, Podleśna – powrót
- Linia nr 7

Przemysłowa, Czerwona, Widok, Wiadukt, Sobieskiego, Lelewela, Dworcowa, Pl. Dworcowy/Dworzec PKP, Sienkiewicz, Jagiellońska, Mszczonowska, Kopernika, Rawska, Al. Niepodległości, Batorego, Pl. Jana Pawła II, 1 Maja, Kozietulskiego, Poniatowskiego, Zadębie Lipowa, Ludwików – powrót
- Linia nr 8

Przemysłowa, Czerwona, Nowobielańska, Armii Krajowej, Kardynała Wyszyńskiego, Wiadukt, Sobieskiego, Reymonta, Zawadzkiego, Mszczonowska, 1 Maja, Kozietulskiego, Piłsudskiego, Zwierzyniecka, Nowomiejska, Makowska/pętla  – powrót
- Linia nr 10

Dworzec PKP Skierniewice Rawka, Kolbego, Domarasiewicza, Fabryczna, Skłodowskiej, Nowobielańska, Armii Krajowej, Kardynała Wyszyńskiego, Wiadukt, Sobieskiego, Dworcowa/Dworzec PKP, Sienkiewicza, Jagiellońska, Mszczonowska, Kopernika, Rawska, Al. Niepodległości, Batorego, Pl. Jana Pawła II, Strobowska/Graniczna, Strobowska/Cmentarz komunalny – powrót
- Linia Z

Armii Krajowej/Kapitana Hali, Armii Krajowej/ Garaże, Armii Krajowej/ Nowobielańska, Szarych Szeregów/ Szkoła, Szarych Szeregów/ Kościół, Wiadukt, Sobieskiego/ szpital, Dworcowa, Sienkiewicza, Jagiellońska, Mszczonowska/ Chicha, Kopernika, Rawska, Aleja Niepodległości, Batorego, Plac Jana Pawła II, Zadębie, Zadębie/ Lipowa, Konwaliowa/ Zalew - powrót

## Linie okresowe
- Linia S1, S2, S3, S4, S5

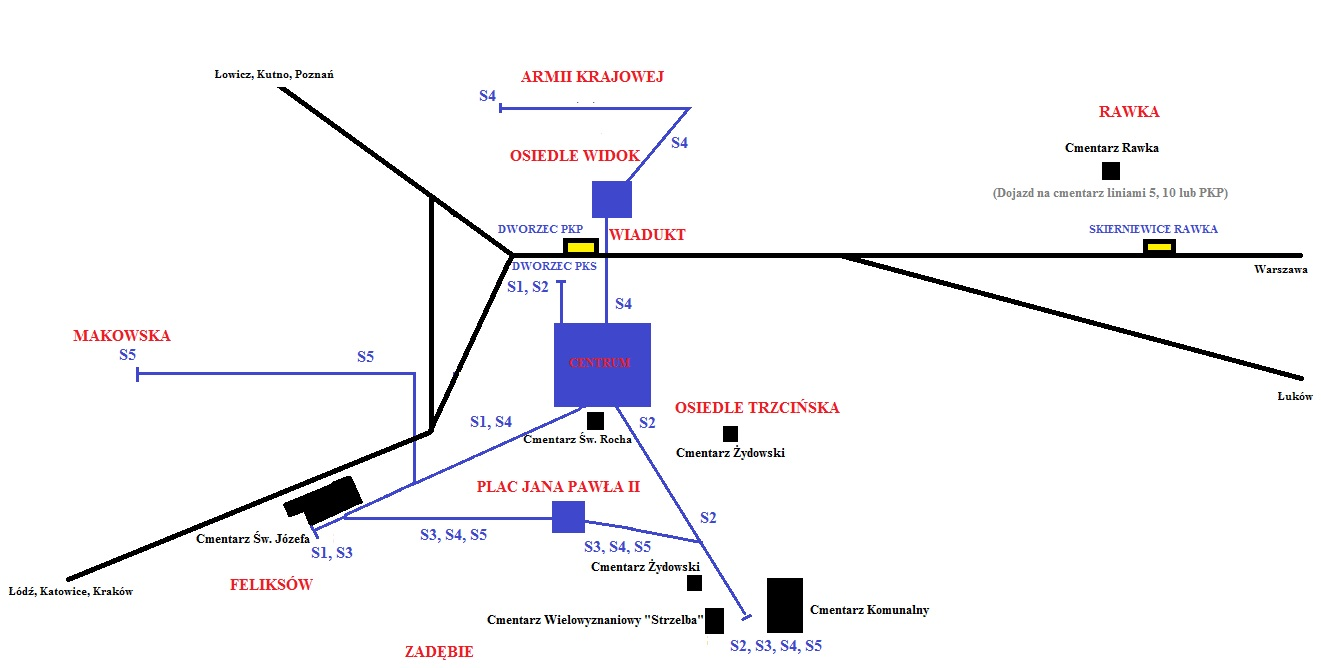
Schemat linii okresowych

Autobusowe linie okresowe kursujące w okresie Wszystkich Świętych.
Linie kursują na cmentarze co 20, 40 minut 1 listopada.
- Linia S1 – Dworzec PKP i PKS – cmentarz św. Józefa.
- Linia S2 – Dworzec PKP i PKS – Cmentarz Miejski.
- Linia S3 – Cmentarz św. Józefa – Cmentarz Miejski.
- Linia S4 – Osiedle Widok – Cmentarz św. Józefa – Cmentarz Miejski.
- Linia S5 – Osiedle Makowska – Cmentarz św. Józefa – Cmentarz Miejski.

## Linia Noc Muzeów
W dniu Ogólnopolskich Nocy Muzeów Miejskie Zakłady Komunikacyjne uruchamiają linię, która kursuje pomiędzy muzeami i wystawami dla zwiedzających.
- Dworzec PKP, Brama Parkowa, Pałac Prymasowski, Pałac Ślubów/Willa Kozłowskich, Izba Historii Skierniewic, Centrum Kultury i Sztuki, Biuro Wystaw Artystycznych, Biblioteka Publiczna (ul Mszczonowska), Parowozownia, Dworzec PKP

## Linie zlikwidowane
- Linia nr 2
- Linia nr 4
- Linia nr 6 Bis
- Linia nr 9
- Linia nr 11
- Linia nr 12
- Linia nr B (pośpieszna)
- Linia nr M
- Linia nr N (linia nocna)

## Linia nocna – N
Linia N – Nocna linia kursowała na początku lat dziewięćdziesiątych między godzinami 23.00 - 05.00. Została zlikwidowana ze względu na małą liczbę pasażerów. Likwidacja związana była z konkurencją powstałych korporacji Taxi.

## Zakres działalności
- Świadczenie usług przewozowych w zakresie Komunikacji Miejskiej
- Świadczenie usług przewozowych na terenie kraju i za granicą
- Sprzedaż detaliczna paliw
- Obsługa i naprawa pojazdów mechanicznych
- Reklama
- Bieżnikowanie opon